# El Fascio
El Fascio, sous-titré « Haz Hispano » (faisceau hispanique), est une publication périodique espagnole de tirage originellement hebdomadaire, imprimé à Madrid.
Proches des idées fascistes, en particulier de José Antonio Primo de Rivera, il est saisi dès le deuxième numéro.

## Histoire
Il apparaît comme réaction à la montée du fascisme en Allemagne et au triomphe d'Adolf Hitler lors des élections législatives allemandes de mars 1933. Il le fait pour propager la doctrine fasciste et unir dans l'action les phalangistes et les juntistes espagnols menés respectivement par José Antonio Primo de Rivera et Ramiro Ledesma Ramos, qui deviennent d'ailleurs des collaborateurs du titre de presse.
L'entête agrémenté d'un joug et de sept faisceaux, El Fascio a une ligne éditoriale portant sur une idéologie plus proche des idées de Primo de Rivera que du fascisme bien que Stanley Payne remarque que ses articles défendent l'implantation en Espagne d'un État fasciste avec un modèle similaire à celui de l'Italie. D'ailleurs, l’ambassade italienne à Madrid a apporté sa collaboration dès le premier numéro. Selon Gibson, « l'idée [de José Antonio Primo de Rivera et de Delgado Barreto] était de fonder une grande revue fasciste, avec un grand tirage, prévu alors de 150 000 exemplaires. » Manuel Delgado Barreto, qui dirige également La Nación, demande aux fascistes espagnols de se regrouper en « assemblées d'attaque et de défense contre les ennemis de l'Espagne », se moque du libéralisme et de la démocratie et accuse les socialistes de vouloir imposer une dictature. Il montre son admiration pour Mussolini et Hitler et défend la formation d'un État corporatif, c'est-à-dire national-syndicaliste et catholique, et cherche un chef de leur trempe en Espagne.
Dans ces conditions, un seul numéro est finalement publié, le 16 mars 1933. En effet, de nombreux marchands boycottent la diffusion et le gouvernement républicain saisit le journal avant la publication du second numéro. Ricardo de la Cierva décrit cette mesure comme « une séquestration policiaire » ; Eduardo González Calleja la qualifie d'« action démesurée » et Ian Gibson la considère comme étant « une erreur très grave ».
À noter qu'une édition fac-similée est publiée en 2004.

## Collaborateurs
Son directeur est Manuel Delgado Barreto (es).
Plusieurs personnalités de renom collaborent dans ce journal, comme Rafael Sánchez Mazas — qui a découvert et s'est senti proche des idées fascistes italiennes lors de son séjour à Rome (1922-1929) —, Ramiro Ledesma Ramos, Juan Aparicio López, Juan Pujol Martínez (es) et José Antonio Primo de Rivera, qui a signé l'article doctrinal sous le pseudonyme de « E. », du nom de son titre de marquis,. D'autres noms apparaissent dans la publication : Ernesto Jiménez Caballero, Julio Fuertes, César Ordaz et D. Delave.